# 魯奇基 (哈佳奇區)
50°19′21″N 33°44′38″E / 50.32250°N 33.74389°E

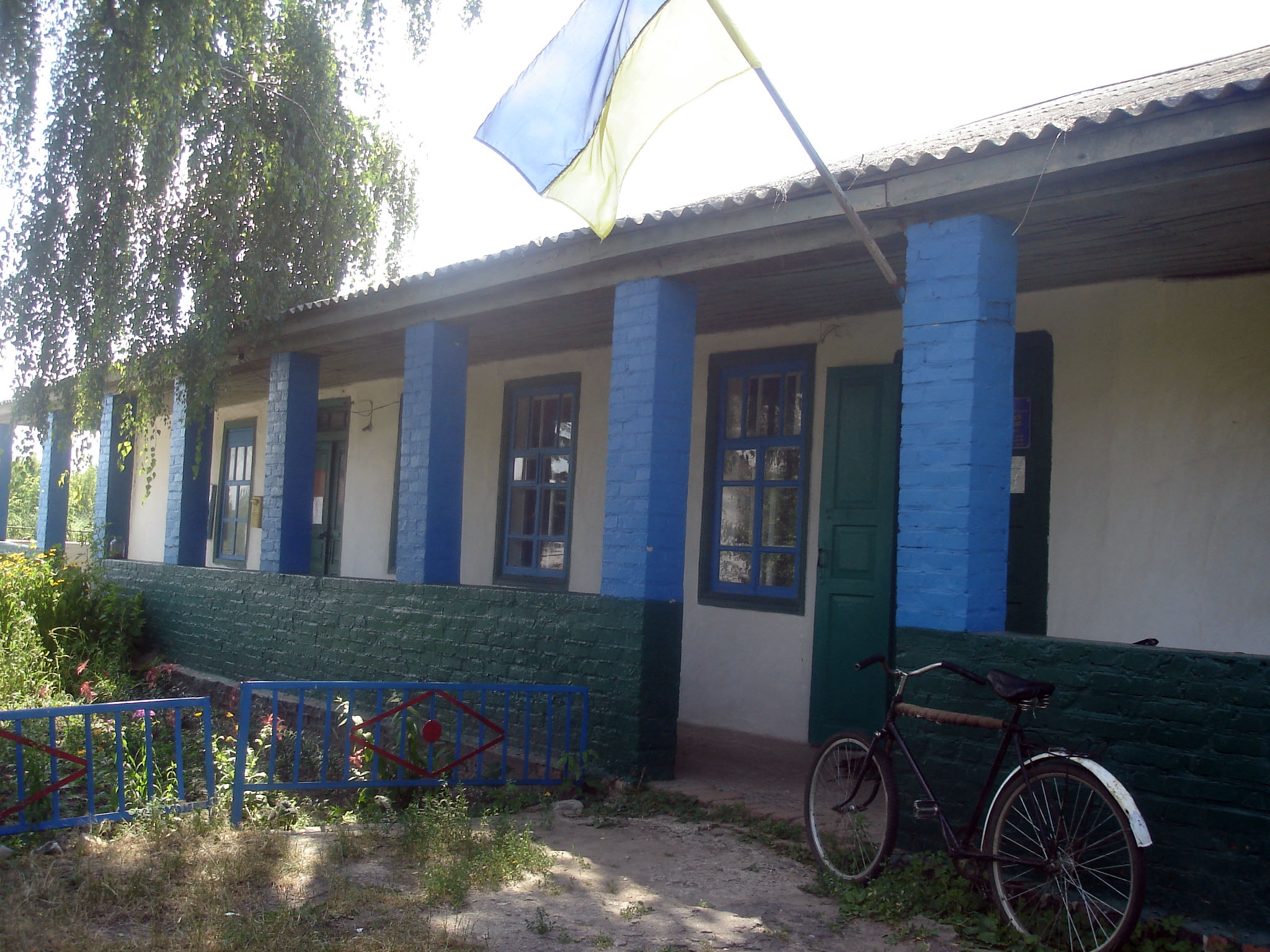

魯奇基（烏克蘭語：Ручки）是位於烏克蘭中部波爾塔瓦州裏米爾霍羅德區的村莊，分別距離別列佐瓦盧卡1.5公里和巴利亞斯內2.5公里，始建於1646年，面積2.73平方公里，海拔高度108米，2001年人口849。